# Dysschema centenaria
Dysschema centenaria là một loài bướm đêm thuộc phân họ Arctiinae, họ Erebidae.